# Zagrad, Škocjan
Zagrad je naselje v Občini Škocjan.